# Thiomargarita magnifica
Thiomargarita magnifica è una specie di gammaproteobatteri solforiduttori (capaci di compiere la respirazione anaerobica utilizzando come accettori di elettroni numerosi composti ossidati dello zolfo) che cresce sott'acqua sulle foglie staccate delle mangrovie rosse dell'arcipelago della Guadalupa nelle Piccole Antille. Questo batterio dalla forma filamentosa è il più grande mai scoperto, con una lunghezza media di 10 mm ma che può raggiungere in alcuni esemplari i 20 mm.
Il batterio è stato descritto in un preprint (estratto anticipato di un articolo di una rivista prima della peer-review e della pubblicazione) nel febbraio 2022. L'organismo è stato originariamente scoperto da Olivier Gros dell'Università delle Antille francesi a Pointe-à-Pitre, ma non aveva attirato molta attenzione in quanto egli riteneva fosse un fungo. Gros e altri ricercatori hanno impiegato 5 anni per scoprire che si trattava in realtà di un batterio e ci sono voluti diversi anni, perché lo studente Jean-Marie Volland, che lavorava per Gros, ne scoprisse le proprietà insolite.
Thiomargarita significa "perla di zolfo". Questo soprannome si riferisce all'aspetto delle cellule, che contengono microscopici granuli di zolfo che diffondono la luce incidente, conferendo alla cellula una lucentezza perlacea.

## DNA incapsulato
La scoperta di T. magnifica è rilevante dal punto di vista della classificazione tra procarioti, che non hanno una membrana nucleare, e il cui DNA di conseguenza è libero di "galleggiare" nella cellula, ed eucarioti, provvisti di tale membrana che incapsula il DNA. T. magnifica è un batterio e appartiene ai procarioti, ma la sua cellula contiene membrane che incapsulano il DNA.
Il raggruppamento dei procarioti è talvolta considerato controverso e obsoleto per l'eterogeneità dei suoi rappresentanti e perché definito, piuttosto che per le caratterizzazioni specifiche a livello biochimico e biomolecolare, principalmente per la differenza a fronte del paragone con le cellule eucarioti.

## Struttura
Per un batterio non è vantaggioso essere grande. Il metabolismo avviene per diffusione dei nutrienti e degli scarti all'interno della cellula, ponendo un limite alle dimensioni di quest'ultima. Il batterio T. namibiensis, scoperto nel 1999, supera tale limite grazie alla presenza di una sacca riempita di acqua e nitrati, che spinge il contenuto verso la parete cellulare, agevolando la diffusione. Anche T. magnifica utilizza un meccanismo simile tramite un vacuolo che occupa buona parte del volume della cellula (65-80%) e spinge il citoplasma alla periferia della cellula.
L'esterno della cellula è privo di batteri epibiotici, ovvero organismi che vivono sulla superficie di altri organismi senza causare alcun danno. La loro "sorprendente assenza" può essere spiegata dall'ipotetica produzione di composti chimici biologicamente attivi o addirittura antibiotici.